# Liste von Elektrobooten
Die Liste von Elektrobooten ist nach dem Baujahr geordnet und enthält die wichtigsten technischen Daten. Weitere Informationen sind, falls vorhanden, den Beiträgen zu entnehmen.

## Voraussetzung der Schiffe oder Boote in dieser Tabelle
In dieser Tabelle werden Schiffe, Boote und andere größere Wasserfahrzeuge mit elektrischem Antriebsmotor, der von Solarmodulen oder Akkumulatoren gespeist wird, berücksichtigt. Nicht aufgeführt werden Schiffe oder Boote, die mit Einsatz von Brennstoffen und Energiewandlungsprozessen (Dieselmotor, Gasturbine, Dampfturbine, Brennstoffzelle) Strom zum Antrieb bzw. Ladung der Akkus erzeugen.
| Name                   | Jahr      | Hersteller, Betreiber                                                                     | Werft                                      | Länge (m) | Breite (m) | Tiefg. (m) | Geschw. (kn) | Zellen | Kapaz. (kWh) | Anmerkungen |
| ---------------------- | --------- | ----------------------------------------------------------------------------------------- | ------------------------------------------ | --------- | ---------- | ---------- | ------------ | ------ | ------------ | --- |
| Jacobi-Boot            | 1839      | Moritz Hermann von Jacobi                                                                 |                                            | 8         | 2          | 2          | 2,2          | 64     |              | 1 kW Antriebsleistung |
| Le Téléphone           | 1881      | Gustave Trouvé                                                                            |                                            | 5         |            |            | 3            |        |              | Erstes Boot mit elektrischem Außenbordmotor, Geschwindigkeit von 6 km/h, ausgestellt auf der Internationalen Elektrizitätsausstellung 1881 in Paris (Bid s. Gustave Trouvé )                                                           |
| Electricity            | 1882      | von Anthony Reckenzaun für Electric Power Storage Company in Millwall, London gebaut      | Yarrow, London                             | 8         | 1,6        | 0,6        | 4,5          | 45     |              | Platz für 12 Passagiere, Akkumulatoren, von den Firmen Sellon und Volchmar |
| Electra                | 1886      | Siemens & Halske                                                                          | Schlosswerft Harburg                       | 11,5      | 2          |            | 7,5          |        |              | |
| Volta                  | 1886      |                                                                                           |                                            | 12        | 2,1        |            |              | 61     |              | E-Anlage von Anthony Reckenzaun |
| Viscountess Bury       | 1888      |                                                                                           | Bootsbaubetrieb Sargeant & Co. in Chiswick | 20        | 3          | 0,35       | 13           | 200    |              | 2005 verschrottet |
| Elektron (ex. Zürich)  | 1891      | Escher Wyss, AEG                                                                          |                                            | 12        | 2,1        |            |              | 56     |              | 450 Ah, auf der Frankfurter Elektrotechnischen Ausstellung gezeigt und danach von AEG übernommen |
| Watt                   | 1891      | AEG                                                                                       |                                            | 7,5       | 1,9        | 0,9        |              | 46     |              | 150 Ah |
| Elektra                | 1891      |                                                                                           | Lürssen                                    |           |            |            |              |        |              | 2,2 kW Antriebsleistung |
| 8 Beffen               | 1894      | Bergens Elektriske Færgeselskab                                                           | Jacob Trumpy                               | 8         | 2          | 0,8        | 32           |        |              | Fährschiffe in Bergen; 32 Akkus mit je 450 Ah Kapazität |
| Syndikus Roloffs       | 1895      | Lagerhaus Gesellschaft                                                                    | C. Breuning                                | 11        | 2,1        | 0,8        | 5,5          | 96     |              | 4,5 kW Antriebsleistung |
| Adolph Müller          | 1896      | Accumulatorenfabrik A. G.                                                                 |                                            | 15        | 2,7        | 1          | 5,9          | 80     |              | 13 kW Antriebsleistung |
| Henri Tudor            | 1896      |                                                                                           |                                            | 12        | 2,7        | 1          | 5,9          | 50     |              | 5,5 kW Antriebsleistung, Bergen |
| Deuss                  | 1898      | AEG Berlin, geliefert an Fr. Deuss/Gordone Riviera                                        | C. Engelbrecht                             | 8         | 1,76       | 0,7        | 5,9          | 40     |              | AEG Motor Typ N S 30; 3 PS Antriebsleistung bei 600/min, Schraube 2 Flügel 400 mm Durchmesser bei 0,45 m Steigung, Akku 40 e IV B O 80; 220 Ah Kapazität                                                                               |
| Germania               | 1897      | Accumulatorenfabrik A. G.                                                                 | Germaniawerft                              | 19,5      | 2,8        | 0,88       | 5,9          | 90     |              | 45 kW Antriebsleistung, 1 Welle mit 2 Schrauben, Gewicht der elektr. Ausrüstung 9 t |
| Stadt Berlin           | 1900      | Magistrat Berlin                                                                          |                                            |           |            |            |              | 80     |              | 12 PS Antriebsleistung |
| Quaiverwaltung         | 1901      | Hamburger Quaiverwaltung                                                                  | Schlosswerft Harburg                       | 12,4      | 2,3        | 0,9        |              | 200    |              | 8 kW Antriebsleistung |
| Teltow                 | 1903      |                                                                                           | Schiffswerft Übigau                        | 17,5      | 3,8        | 1,2        |              |        |              | 3 × 14 kW Antriebsleistung |
| Elisabeth              | 1907      | Accumulatoren AG, Ziegel-Transport AG                                                     | verschiedene Werften                       | 40        | 4,6        |            | 4,5          |        |              | eines von insgesamt 118 elektrischen Ziegelkähnen (Finowmaß) mit ca. 200 t Tonnage, 7 PS E-Motor von AEG, 80 Akkumulatoren |
| Accumulator            | 1909      | Siemens-Schuckert                                                                         |                                            | 12        | 2,15       |            |              |        |              | 15 PS, 38 Personen, 100 km Aktionsradius |
| Suncat 12              | 1994      | Institut für Solarschiffbau, Hameln                                                       |                                            | 3,7       | 1,5        |            |              |        |              | Leihboot in Berlin |
| Alstersonne            | nn        | nn                                                                                        |                                            | .         | .          |            |              |        |              | Rundfahrten auf der Alster in/bei Hamburg |
| MobiCat                | 2001      | Bielersee Schifffahrtsgesellschaft                                                        |                                            | 33        | 11,8       | 1,5        | 12           |        |              | 2 × 81 kW Antriebsleistung, 180 m² Kollektorfläche |
| Suncat 23              | 2005      | Solar Water World                                                                         |                                            | 6,4       | 2,5        |            |              |        |              | 12 Sitzer, Leihboot in Berlin |
| Tûranor PlanetSolar    | 2010      | Stiftung „Race for Water“                                                                 | Knierim Yachtbau Kiel                      | 31        | 15         | 1,5        | 14           |        |              | 512 m² Kollektorfläche, 120 kW Antriebsleistung. Seit 2015 im Besitz der Schweizer Stiftung „Race for Water“, die sich dem Schutz des Wassers verschrieben hat. Umbau und in Race for Water umbenannt. Ab 2021 lautet der Name Porrima |
| Ecoboot                | 2012      | Gemeente Utrecht                                                                          | Scheepswerf Bocxe                          | 16,8      | 4,2        | 1          | 14           |        |              | 55 kW Antriebsleistung |
| Maria Wörth            | 2012      | Wörthersee Schifffahrt                                                                    |                                            | 18,9      | 5,1        | 0,6        | 10           |        |              | Zebra-Akkus; 2 × 35 kW Antriebsleistung |
| FährBär 1 bis 4        | 2014      | Weiße Flotte in Stralsund                                                                 | Formstaal, Stralsund                       | 18,5      | 5,22       | 0,6        | 6,3          | 45     |              | zwei Antriebsmotoren mit je 10 kW. Es handelt sich um 4 Fährschiffe, die in Berlin eingesetzt werden. |
| Ampere                 | 2015      | Norled                                                                                    | Fjellstrand, Alluship                      | 90        | 21         |            |              | 160    | 1000         | |
| Elektra (Schiff, 2017) | 2017      | Finnlines                                                                                 | Crist                                      | 98        | 15,2       |            |              |        | 1060         | 2 × 900 kW Antriebsleistung |
| Suncat 120, Suncat 121 | 2019 2020 | Solar Cicle Line, Berlin                                                                  | Kiebitzberg Schiffswerft, Havelberg        | 36,7      | 6,85       | 0,8        |              | 48     | 600          | 2 Schiffe zu je 180 Passagiere, 2 × 45 kW, Strom von Solarzellen im Oberdeck; Kosten rund 2 Mio. Euro |
| Elektra (Schiff, 2021) | 2021      | HGK Shipping                                                                              | Schiffswerft Hermann Barthel               | 20        | 8,2        | 1,3        |              | 48     | 600          | Strom von Solarzellen im Oberdeck; Akkus und Brennstoffzellen |
| J. Hobrecht            | 2022      | Senatsverwaltung für Umwelt, Mobilität, Verbraucher- und Klimaschutz, Fischereiamt Berlin | Schiffswerft Bolle                         | 14        | 4,20       | 0,85       |              |        | 385          | 385-kWh-Batterie, zwei Elektromotore je 50 kW |
| ??                     | 2023      | Elektrofloß auf der Mur in Graz                                                           | Lokal von einer Flößerei gebaut            | aa        | bb         | cc         |              |        | ee           | 2 Elektromotore je x kW |
| Frisia E-I             | 2024      | Reederei Norden-Frisia                                                                    | Damen Shipyards Group                      | 32,3      | 9,9        | 1,2        |              |        | 2 × 900      | 2 × 600 kW Antriebsleistung |

Die Reederei Hurtigruten hat 2023 für 2030 ihr erstes Elektro-Segelschiff auf der Verbindung Bergen–Kirkenes angekündigt. Es soll an den Häfen aufgeladen werden und über einziehbare Segel verfügen.

## Schiffe und Boote mit externer Stromzuführung
In dieser unvollständigen Tabelle sind elektrisch angetriebene Schiffe und Boote enthalten, welche ihren Strom von einer externen Stromquelle über eine Oberleitung erhalten.
| Name              | Jahr | Hersteller, Betreiber  | Werft                     | Länge (m) | Breite (m) | Tiefg. (m) | Geschw. | Stromsystem       | Anmerkungen                     |
| ----------------- | ---- | ---------------------- | ------------------------- | --------- | ---------- | ---------- | ------- | ----------------- | ------------------------------- |
| Teltow            | 1903 |                        | Schiffswerft Übigau       | 17,59 m   | 3,8 m      | 1,2 m      | 4 km/h  |                   |                                 |
| Fähre Haßmersheim | 1951 | Haßmersheim            |                           | 21,16 m   | 9 m        |            |         | 380 V Drehstrom   | seit 2014 nicht mehr in Betrieb |
| Steffi            | 1967 | Strausberger Eisenbahn | Schiffswerft Marienwerder | 15,5 m    | 7,23 m     | 0,43 m     |         | 170 V Gleichstrom |                                 |